# 乾生元

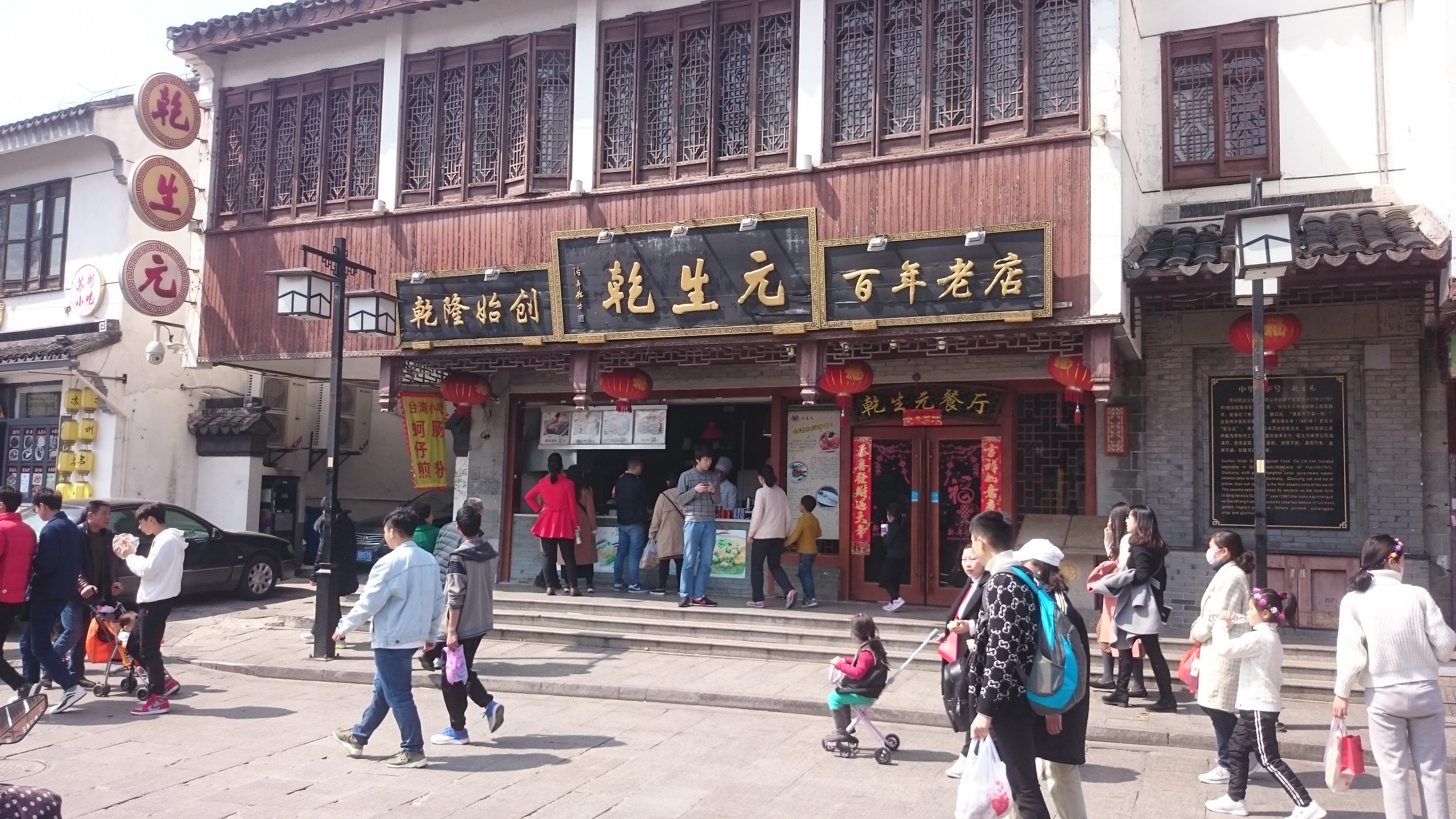
乾生元 山塘酒店

乾生元是一家起源于苏州木渎的苏式点心店，创始于清乾隆四十六年（1781年）。以松子枣泥麻饼为招牌，后也开始经营苏式糖果、糕点、炒货、蜜饯等。现由苏州乾生元食品有限公司经营。

## 历史
乾生元创立于清乾隆四十六年（1781年），原名为“费萃泰”，光绪七年（1881年）改名为“乾生元”。创立初期以经营生产松子枣泥麻饼而闻名，乾隆皇帝曾将其列为宫廷御膳点心。建立以来，一直在木渎镇经营。
2006年在中华人民共和国商务部的评选中被评定为“中华老字号”。
2009年，乾生元在部分老字号经营压力过大，撤出观前商圈之际，首次进驻观前，在观前街开出了两家门店。
2010年，乾生元与得月楼共同进入上海市场，分别在上海开出门店，然而仅两年，因生意惨淡，两家都以关张收场。

## 分店
乾生元在木渎、山塘街、观前街、工业园区等地均有门店。目前乾生元除食品外，在山塘街、木渎也经营酒店住宿等。

## 产品
- 乾生元松子枣泥麻饼制作技艺入选江苏省级非物质文化遗产名录[6]。